# Etsuko Tahara
Pour les articles homonymes, voir Tahara.
Etsuko Tahara (田原 悦子, Tahara Etsuko), est une joueuse internationale de football japonaise.

## Biographie
Le 21 août 1994, elle fait ses débuts dans l'équipe nationale japonaise contre l'Autriche.

## Statistiques
Le tableau ci-dessous présente les statistiques de Etsuko Tahara en équipe nationale
| Équipe du Japon | Équipe du Japon | Équipe du Japon |
| Année           | Matchs          | Buts            |
| --------------- | --------------- | --------------- |
| 1994            | 1               | 0               |
| Total           | 1               | 0               |